# Otto Dobenecker
Otto Dobenecker (* 2. April 1859 in Kahla; † 23. Oktober 1938 in Jena) war ein deutscher Pädagoge, Diplomatiker und thüringischer Historiker.

## Leben
Dobenecker besuchte bis 1871 die Bürgerschule in Kahla; danach zog die Familie nach Eisenberg. Hier besuchte er das städtische Progymnasium, das 1875 ein Vollgymnasium wurde. Im Gegensatz zu Kahla konnte Dobenecker dort das Abitur ablegen, was ihm im Jahr 1880 gelang. Danach studierte er an der Universität Jena Geschichte, Germanistik, klassische Philologie und Französisch. Sein wichtigster akademischer Lehrer war Dietrich Schäfer. Bei ihm legte Dobenecker am 27. Januar 1883 das Doktorexamen mit einer Arbeit über die Schlacht bei Mühldorf am Inn (1322) ab. Am 8. Dezember 1883 legte Dobenecker auch die staatliche Prüfung für das höhere Lehramt ab. 
Nach seinem Probejahr 1884/85 war er seit 1886 als Oberlehrer am Großherzoglichen Gymnasium Carolo-Alexandrinum in Jena tätig. Im Jahr 1901 erhielt er für seine dortige Tätigkeit von Großherzog Wilhelm Ernst den Titel Professor verliehen. Am 1. April 1909 stieg Dobenecker zum Direktor des Gymnasiums auf und erhielt später den Titel „Hofrat“ zuerkannt. Im Jahr 1924 wurde er als Gymnasialdirektor in den Ruhestand versetzt. 
Dobenecker war Mitglied des Vereins für Thüringische Geschichte und Altertumskunde und dort als Schriftführer, ab 1902 als stellvertretender Vorsitzender tätig, nach dem Tod Eduard Rosenthals im Jahr 1926 Vorsitzender. Er leitete die Redaktion der Publikationen des Vereins. Von 1891 bis 1931 führte Dobenecker die Herausgeberschaft der  Vereinszeitschrift. Im Jahr 1931 legte er alle Ämter nieder und wurde Ehrenmitglied des Vereins.
Im Jahr 1896 wurde Dobenecker Sekretär der neugegründeten Thüringischen Historischen Kommission.

## Forschungstätigkeit
Nach dem Abschluss der Dissertation gewann Dietrich Schäfer seinen Schüler für die Arbeit am Regestenwerk Regesta diplomatica necnon epistolaria historiae Thuringiae. Ziel des Hauptwerkes Dobeneckers war es, sämtliche Informationen zur thüringischen Geschichte zusammenzutragen. Für die Arbeit an den Regesten wurde Dobeneckers Stundenzahl am Gymnasium reduziert. Die einzelnen Bände wurden vom Verein für Thüringische Geschichte und Altertumskunde herausgegeben und bei Gustav Fischer in Jena gedruckt. Die Bände sind von 1896 bis 1939 erschienen. Band I: ca. 500–1152; Band II: 1152–1227;  Band III: 1228–1266; Band IV: 1267–1288. 
Das Regestenwerk, auch als „der Dobenecker“ bezeichnet, hat zahlreiche weitere Studien ermöglicht und findet noch heute Verwendung.
Die weiteren Forschungsarbeiten Dobeneckers ergaben sich vor allem aus der Arbeit an den Regesten und galten hauptsächlich der thüringischen Geschichte.

## Schriften
Monographien
- Regesta diplomatica necnon epistolaria historiae Thuringiae, 4 Bde., Jena 1896–1939 (Digitalisate).
- Margarete von Hohenstaufen, die Stammutter der Wettiner. I (1236–1265). Festschrift des Gymnasiums zur Erinnerung an die Erhebung des Herzogtums S.-Weimar zum Großherzogtum (= Beilage zum Jahresberichte des Großh. Gymnasiums in Jena), Neuenhahn, Jena 1915 (Digitalisat).
- Die Schlacht bei Mühldorf und über das Fragment einer österreichischen Chronik. Verlag der Wagner’schen Universitäts-Buchhandlung, Innsbruck 1883 (= Dissertation, Universität Jena, 1883).

Aufsätze
- Eine Urkunde des Königs Wilhelm vom Jahre 1252, in: Neues Archiv der Gesellschaft für ältere deutsche Geschichtskunde Bd. 49 (1932), S. 201–202.
- Ein Kaisertraum des Hauses Wettin. In: Festschrift für Armin Tille zum 60. Geburtstag. Böhlau, Weimar 1930, S. 17–38 (Digitalisat).
- Ein Versuch, Thüringen um das Jahr 1277 zu einem Reichslande zu machen, in: Mitteilungen des Vereins für Geschichte und Altertumskunde von Erfurt. Bd. 46 (1930), S. 19–31.
- Die Vermählung des Landgrafen Ludwig IV. mit Elisabeth von Ungarn. In: Wartburgstimmen. Bd. 1, Nr. 2, 1903, S. 169 ff.
- Chorherrenstift und Kommende Porstendorf. In: Zeitschrift des Vereins für Thüringische Geschichte und Altertumskunde. Bd. 21, 1902/03, S. 363–372.
- Der Sturz des Markgrafen Poppo von der Sorbenmark, in: "Zeitschrift des Vereins für Thüringische Geschichte und Altertumskunde" Bd. 17 (1893/95), S. 370–374, 389.
- Hat es in Thüringen einen Gau Winidon gegeben? In: Zeitschrift des Vereins für Thüringische Geschichte und Altertumskunde Bd. 15 (1890/91), S. 223–225.
- Über Ursprung und Bedeutung der thüringischen Landgrafschaft. In: Zeitschrift des Vereins für Thüringische Geschichte und Altertumskunde. Bd. 15 (1890/91) S. 299–334.
- Die älteste Frankenhäuser Salzordnung 1493 Nov. 30 und das Memoriale I. In: Zeitschrift des Vereins für Thüringische Geschichte und Altertumskunde. Bd. 14 (1888/89), S. 503–519.
- Nachträge zu den Berichtigungen zu "B. Schmidt, Urkundenbuch der Vögte von Weida, Gera und Plauen, sowie ihrer Hausklöster Mildenfurth, Cronschwitz, Weida und z. H. Kreuz bei Saalburg" 1. Bd. 1122–1356. In: Zeitschrift des Vereins für Thüringische Geschichte und Altertumskunde Bd. 13 (1886/87), S. 137–140, 343–351.
- "Berichtigungen und Zusätze zu "C. A. H. Burkhardt, Urkundenbuch der Stadt Arnstadt". In: Zeitschrift des Vereins für Thüringische Geschichte und Altertumskunde Bd. 13 (1886/87), S. 140–149, 352–355.
- Die Bedeutung der Thüringischen Geschichte und der gegenwärtige Stand ihrer Erforschung. In: Zeitschrift des Vereins für Thüringische Geschichte und Altertumskunde Bd. 13 (1886/87), S. 155–178.
- Die Schlacht bei Mühldorf und über das Fragment einer österreichischen Chronik. In: Mitteilungen des Instituts für Österreichische Geschichtsforschung. Ergänzungs-Band Bd. 1 (1885), S. 163–219.
- König Rudolfs I. Friedenspolitik in Thüringen. In: Zeitschrift des Vereins für Thüringische Geschichte und Altertumskunde. Bd. 12 (1884/85), S. 529–560.
- Berichtigungen und Zusätze zu "B. Schmidt, Urkundenbuch der Vögte von Weida, Gera und Plauen, sowie ihrer Hausklöster Mildenfurth, Cronschwitz, Weida und z. H. Kreuz bei Saalburg" 1. Bd. 1122–1356. In: Zeitschrift des Vereins für Thüringische Geschichte und Altertumskunde Bd. 12 (1884/85), S. 565–582.